# 葡萄酒釀製

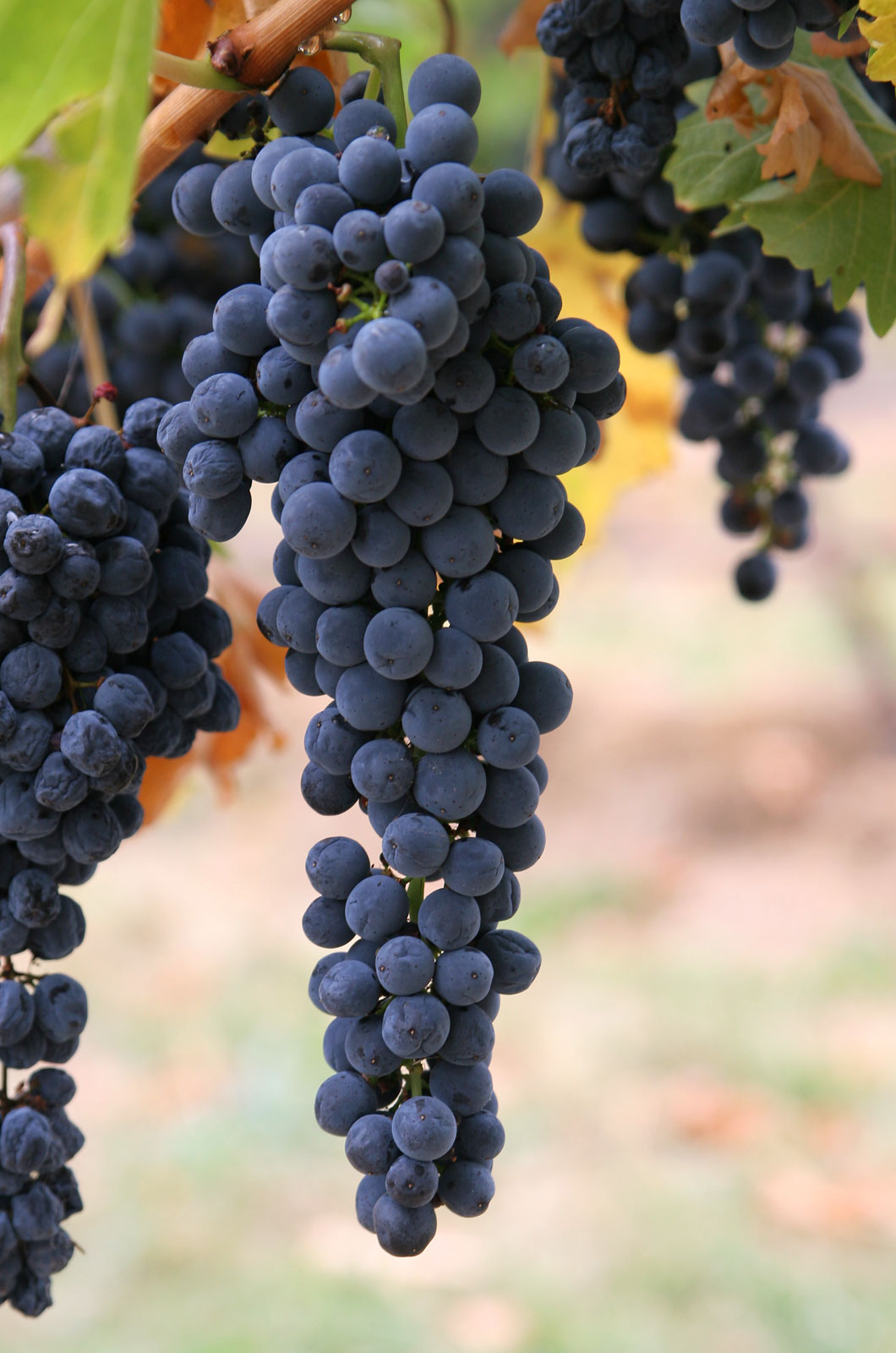
釀酒葡萄

葡萄酒釀製為生產葡萄酒的過程，包含從最初選擇葡萄種類或者其他農產品作為釀酒原料，一直到最終將釀出的酒裝瓶為止。雖然大多數葡萄酒都是由葡萄釀造而成，但也可以使用其他水果或是其他植物作為釀造原料，如蜂蜜酒就是使用蜂蜜以及水作為主原料所釀造而成。
葡萄酒一般可分為兩大類：氣泡葡萄酒以及不起泡葡萄酒兩種，氣泡葡萄酒以香檳酒為代表，不起泡葡萄酒則又可細分為白酒、紅酒及玫瑰紅酒三種。
葡萄酒以及其釀造過程的科學稱之為釀酒學，從事釀酒過程的人稱為釀酒師或是釀酒人（vintner）。
为了启动主发酵，可以将酵母添加到红酒的葡萄汁中，或者也可以将其作为葡萄上（或空气中）的环境酵母自然产生。对于白葡萄酒，可以在果汁中添加酵母。在这个发酵过程中，酵母会将葡萄汁中的大部分糖分转化为乙醇（酒精）和二氧化碳（散失到大气中），发酵过程通常需要一到两周。